# کلینیک مثلثی
کلینیک مثلثی نوعی درمانگاه است که توسط وزارت بهداشت، درمان و آموزش پزشکی ایران راه اندازی شده و برای آموزش، مشاوره، پیشگیری پزشکی و درمان در سه محور زیر فعالیت می‌کند:
- مشاوره و درمان اعتیاد،
- مشاوره و درمان ایدز،
- مشاوره و درمان بیماری‌های آمیزشی (به غیر از ایدز)

خدمات این کلینیک‌ها به صورت رایگان و بدون دریافت هزینه‌است و در صورت تمایل مراجعه کننده، خدمات دهی به صورت هویت مخفی یا ناشناس انجام می‌شود؛ بنابراین بیماران و مراجعه کنندگان برای دادن آزمایش و بهره‌گیری از مشاوره نیازی به معرفی خود نداشته و مجبور به افشای نام و هویت خود نیستند.

## تاریخچه
به گفتهٔ مینو محرز، متخصص بیماری‌های عفونی، «اولین کلینیک مثلثی در کرمانشاه تأسیس شد که بعدها بهترین مرکز مشاوره شناخته شد. بیماران به مکان‌هایی احتیاج دارند که پاسخگوی آنها باشد. کلینیک‌ها ابتدا در سه نقطهٔ کشور تأسیس شدند، به همین علت به آنها کلینیک‌های مثلثی گفته می‌شد. درحال حاضر این کلینیک‌ها در اکثر نقاط کشور تأسیس شده‌اند. پزشکانی که در این کلینیک‌ها فعالیت می‌کنند بیماران را معاینه می‌کنند و کارهای اولیه مانند واکسیناسیون و آزمایش‌های تشخیصی را برای آنان انجام می‌دهند. همچنین به آنها مشاوره می‌دهند.»
کامیار و آرش علایی دو برادر پزشک ایرانی، از بنیان‌گذاران کلینیک‌های مثلثی برای درمان ایدز و اعتیاد در ایران هستند. به گفتهٔ آرش علایی، «طبق برنامه کشوری ایدز، خدمات بهداشتی-درمانی برای کنترل بیماری در ایران، رایگان است و حق بیمار است که از آنها بهره‌مند شود، کلینیک‌های مثلثی هم قسمتی از همین مراکز خدماتی هستند که برای اولین بار در استان کرمانشاه راه اندازی شدند و پس از آنکه از سوی سازمان جهانی بهداشت به‌عنوان بهترین الگوی عملیاتی شناخته شد، توسط وزارت بهداشت در سراسر کشور، به وسیله معاونت‌های بهداشتی دانشگاه‌ها به آن پرداخته شد که در حال حاضر این کلینیک‌ها در بسیاری از شهرها و استان‌ها وجود دارند.»
کلینیک‌های مثلثی در زندانها و مراکز مراقبت پس از خروج از زندانیانی که سابقهٔ رفتارهای پرخطر همچون، اعتیاد تزریقی، خالکوبی و رفتار جنسی پر خطر دارند، آزمایش ایدز گرفته و آگاهی‌رسانی دربارهٔ زندگی با بیماری به آنها انجام شود. در آذر ۱۳۹۰، مدیر کل بهداشت و درمان سازمان زندان‌ها تعداد کلینیکهای مثلثی در ایران را ۱۲۸ مرکز عنوان کرد.